# IC 1508
IC 1508 је спирална галаксија у сазвјежђу Пегаз која се налази на листи објеката дубоког неба у Индекс каталогу.
Деклинација објекта је + 12° 3' 40" а ректасцензија 23h 45m 55,1s. Привидна величина (магнитуда) објекта IC 1508 износи 13,3 а фотографска магнитуда 13,9. IC 1508 је још познат и под ознакама UGC 12773, MCG 2-60-16, CGCG 432-28, KARA 1036, IRAS 23433+1147, PGC 72345.